# Wildy Viana
Wildy Viana das Neves (Brasileia, 26 de abril de 1929 – Rio Branco, 13 de março de 2017) foi um telegrafista e político brasileiro nascido e atuante no Acre.

## Dados biográficos
Filho de Virgílio Viana das Neves e Sebastiana Lopes Viana. Telegrafista, iniciou sua vida política pela UDN ao ser eleito vereador em Rio Branco em 1963  e com a outorga do bipartidarismo pelo Regime Militar de 1964,  optou pela ARENA. Em janeiro de 1966 foi eleito presidente da Câmara Municipal de Rio Branco e nessa condição assumiu a prefeitura mediante a cassação de Aníbal Miranda e deixou o cargo em julho em razão das eleições de 1966 quando foi eleito deputado estadual reelegendo-se em 1970 e 1974. Em 1978 foi eleito deputado federal, mesmo ano que seu cunhado, Joaquim Macedo foi eleito governador do Acre.
Reeleito deputado federal pelo PDS em 1982, apoiou a Emenda Dante de Oliveira, embora tenha votado em Paulo Maluf no Colégio Eleitoral em 1985. A partir de então encerrou sua carreira política.
Dois de seus filhos foram eleitos governadores do Acre: Jorge Viana (em 1998 e 2002) e Tião Viana (em 2010 e 2014).